# 阿奎多尔奇
阿奎多尔奇（義大利語：Acquedolci），是意大利西西里大区墨西拿廣域市的一个市镇。总面积12.96平方公里，人口5607人，人口密度432.6人/平方公里（2009年）。ISTAT代码为083107。